# 平井城
平井城（ひらいじょう）は、群馬県藤岡市にあった日本の城。群馬県指定史跡。

## 歴史・沿革
永享10年（1438年）、鎌倉公方足利持氏と関東管領上杉憲実の間に確執が生じ、身の危険を感じた上杉憲実は平井城に逃れた。通説ではこの時に憲実が家臣の長尾忠房に築城させたといわれている。この後、持氏と憲実＋幕府の連合軍の間で永享の乱が起きたが、憲実方が勝利した。
文正元年（1466年）に関東管領になった上杉顕定によって拡張されたという。
古くから平井城が関東管領・山内上杉氏の拠点であったかのように記す史料もあるが、実際には永正9年（1512年）の永正の乱もしくは大永年間（1520年代）以降の拠点で、16世紀前半の短期間のものであったとみられている。
天文21年（1552年）、北条氏康に攻め落とされ、時の平井城主の関東管領上杉憲政は越後国の長尾景虎（後の上杉謙信）のもとに逃れた。既に周辺の上野国人勢力や憲政の馬廻まで北条に寝返っていたためである。
永禄3年（1560年）に長尾景虎によって奪回されたが、同年に景虎は関東における拠点を厩橋城（後の前橋城）に移したため、平井城は廃城になった。奪回されて再び上杉本拠地となることを恐れた北条氏が、落城前に城郭を破却していたのではないかとも指摘されている。

## 構造
平地部分に本丸などの本城があり、背後の山には詰城である金山城（平井金山城）があった広大な城である。

## 周辺

### 金山城

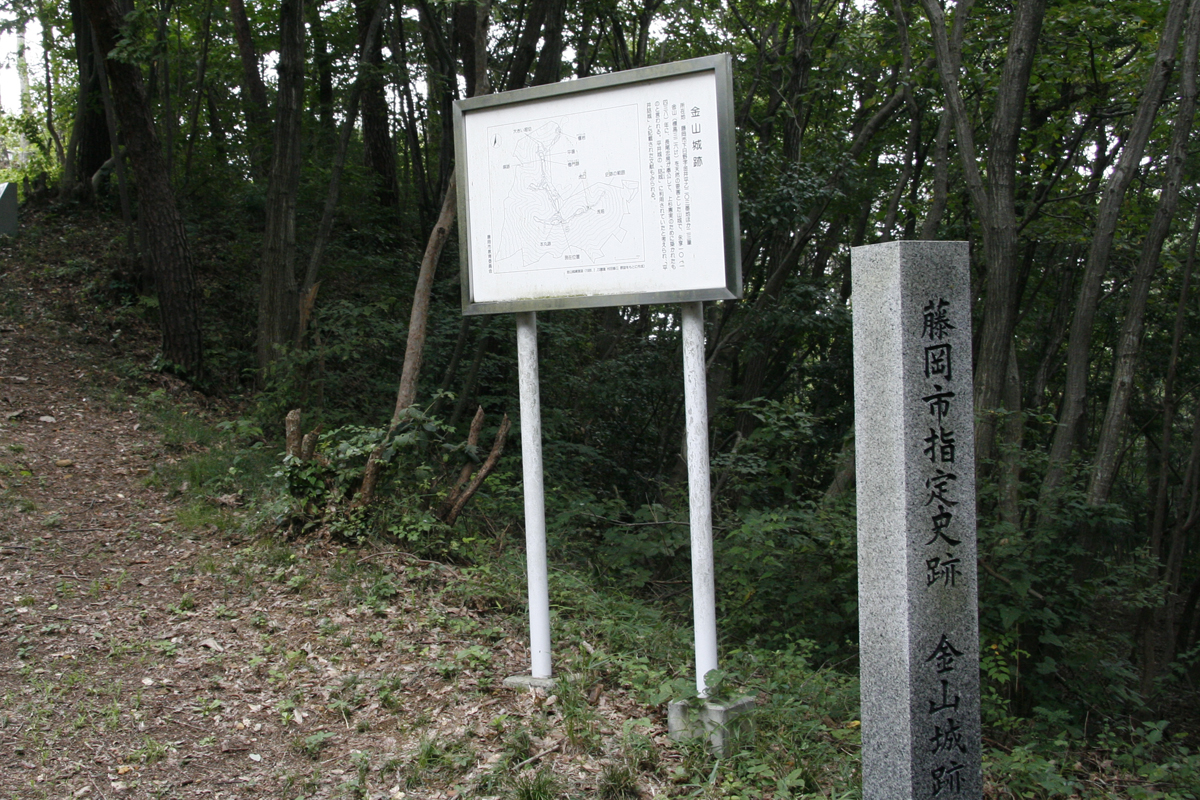
平井金山城

- 金山城（かなやまじょう）は平井城の背後の山（山頂の標高は331メートル）にあった詰城で、同じ群馬県の太田市にあった金山城と区別して平井金山城と呼ばれることがある。群馬県指定史跡。
- 金山城の一部分では発掘調査が行われ、石積み（裏込めがないため石垣ではない）が検出された。
- 平井金山城は史料に出て来ないが、今のところ山内上杉氏の重要な拠点であったと推測されている。

## 交通
- 上信越自動車道　藤岡ICから車で15分
- JR八高線　群馬藤岡駅からバスで20分（『矢島商店前』下車　徒歩3分）
- JR高崎線　新町駅から車で25分